# قلعه قاضی (بستان‌آباد)
قلعه قاضی یکی از روستاهای استان آذربایجان شرقی است که در دهستان مهران‌رود مرکزی بخش مرکزی شهرستان بستان‌آباد واقع شده‌است.این روستا ۴۷۴ نفر جمعیت دارد.